# Азов (станция)
Азо́в — конечная железнодорожная станция на линии Батайск — Азов Ростовского региона Северо-Кавказской железной дороги, расположенная в городе Азове Ростовской области. Имеет статус грузовой станции.

## География
Железнодорожная станция Азов расположена в 30 км к западу от станции Батайск.

## История
Станция Азов образовалась 6 декабря 1910 года. В тот же день встречали первый поезд. До 1920-х годов пассажирское движение на станции было весьма интенсивным. Затем настал период упадка, количество поездов сократилось.
С 1950-х годов в связи возросшим объёмом грузооборота Азовского порта на станцию начали активно поступать для погрузки-выгрузки товарные поезда.
В 1966 году электрифицирована на переменном токе. Характер грузов — уголь в порт (до 100 вагонов в сутки), строительные материалы, щебень, пиломатериалы.
В 2010 году, к 100-летнему юбилею станции, вокзал, исторический жилой дом персонала и пакгауз, являющиеся объектами культурного наследия местного значения, были реконструированы, при этом сохранены все детали и формы зданий 1910 года.

## Деятельность
Современная инфраструктура станции включает в себя себя вокзал берегового типа, две низкие пассажирские платформы и три грузовые, здание дежурного по станции, пакгауз, пешеходный путепровод над западной горловиной станции. Путевое развитие состоит из восьми путей, первые пять из которых электрифицированы переменным током 25 кВ. За вокзалом не электрифицированные пути продолжаются в сторону порта и ряду промышленных предприятий города. Центральный фасад здания вокзала выходит на небольшую привокзальную площадь. С 1950 годов движение по станции осуществляется преимущественно грузовыми составами, следующими в порт для перевалки грузов (в основном, угля, щебня, строительных материалов) на торговые суда морского и речного флота.

### Пригородное сообщение
По станции Азов курсируют пассажирские поезда пригородного сообщения по маршруту Ростов-Главный — Азов — Ростов-Главный. Перевозки осуществляются подвижным составом моторвагонного депо Ростов: электропоездами ЭД9 и рельсовыми автобусами РА1.
Пассажирские поезда дальнего следования через станцию Азов не курсируют.